# Красноустка киноварно-красная
Красноу́стка кинова́рно-кра́сная (лат. Calóstoma cinnabárinum) — несъедобный гриб-гастеромицет семейства ложнодождевиковых. Отличается ярко-красной окраской плодового тела, у молодых грибов покрытого толстым студневидным налётом. Распространён и обычен на территории Северной Америки; в России изредка встречается на юге Приморского края.

## Название
Научные синонимы:
- Mitremyces cinnabarinus (Corda) De Toni

Родовое название Calostoma происходит от греческого καλλός (kallos), красивый, и στόμα (stoma), рот, уста; видовой эпитет cinnabarinum — от греческого κιννάβαρι (kinnabari), киноварь.

## Описание[2]
Плодовое тело округлое или клубневидное, 1—2 см диаметром, у молодых грибов от красного до красно-оранжевого, по мере исчезновения остатков внешней оболочки выцветающее до бледно-оранжевого или светло-бурого, у молодых грибов заключено в трёхслойную оболочку. На ранних стадиях развивается под землёй.
Перидий: Экзоперидий толстый, студенистый, клейкий, гиалиновый, со временем разрывается и опадает. Мезоперидий плотный, хрящеватый, красный; как правило, исчезает вместе с экзоперидием, сохраняясь в виде ярко-красной каймы вокруг апикального отверстия. Эндоперидий гладкий, гиалиновый или бледно-жёлтый, некоторое время окрашенный остатками мезоперидия, затем бледнеющий; с апикальным отверстием, окруженным красной крестообразной или звездообразной (с 4—7 лучами) перистомой.
Ложная ножка хорошо развитая, 1,5—4 см длиной, 10—15 мм диаметром, пористая, изрытая, окруженная студневидной оболочкой; образована густо переплетёнными гиалиновыми мицелиальными тяжами. По мере созревания гриба ножка удлиняется, приподнимая плодовое тело над субстратом; при этом внешняя оболочка плодового тела разрывается (по направлению от ножки к верхушке, либо от верхушки к ножке) и слезает, либо опадает фрагментами.
Споровая масса у молодых грибов белая; у зрелых грибов становится желтоватой или светло-бурой, порошковидной.

### Микроморфология
Споры эллипсоидные или продолговато-эллипсоидные, 12—22 x 6,5—8,5 мк, бледно-жёлтые, с сетчатым орнаментом, выглядят изрытыми.
Цветовые химические реакции: в KOH гифы экзоперидия гиалиновые, в реактиве Мельцера — гиалиновые или желтоватые; гифы мезоперидия гиалиновые в KOH, бурые — в реактиве Мельцера; гифы эндоперидия гиалиновые в KOH, гиалиновые или желтоватые— в реактиве Мельцера.

## Экология и распространение
До недавнего времени был относим к грибам-сапротрофам, пока в 2007 г. на основании изотопного, молекулярного и морфологического анализа не была установлена его принадлежность к грибам, образующим эктомикоризу с деревьями рода Quercus.
Растёт одиночно или группами на почве, в лиственных и смешанных лесах, на опушках, часто на нарушенных почвах — вдоль обочин дорог и тропинок и т. п. Предпочитает песчаные и глинистые почвы. Обычен в гористых местностях.
Широко распространён и обычен в Северной Америке — на востоке и юго-востоке США, в Мексике, Коста-Рике, в южной части ареала доходя до Колумбии. В Восточном полушарии встречается в Китае, Тайване, Индии. На территории Российской Федерации встречается на юге Приморского края, в дубняках. Как редкий вид занесён в Красную книгу Приморского края (по состоянию на 01 октября 2001 г.)

## Сходные виды
Сходство с другими грибами отсутствует. Отличается от других грибов-гастеромицетов ярко-красной оболочкой и наличием ярко-окрашенной перистомы на верхушке плодового тела.

### Сходные родственные виды
- Calostoma lutescens отличается жёлтой окраской перидия (за исключением красной перистомы);
- Calostoma ravenelii отличается меньшими размерами, жёлтой или сероватой окраской перидия и отсутствием студневидной оболочки.

## Использование
Несъедобный гриб, хотя сообщается, что ранее молодые плодовые тела употреблялись в пищу жителями муниципалитета Тенанго де Дориа (штат Идальго, Мексика).